# Stan Stasiak
George E. Stipich, beter bekend als Stan "The Man" Stasiak (Quebec, 13 april 1937 – Portland, 19 juni 1997), was een Canadees professioneel worstelaar. Stipich is de vader van Shawn E. Stipich (Shawn Stasiak) en overleed aan een hartstilstand.

## In worstelen
- Finishers en signature moves
  - Bear hug
  - Heart punch

- Bijnamen
  - "The Man"
  - "The Crusher"

## Erelijst
- Cauliflower Alley Club
  - Other honoree (1996)

- Maple Leaf Wrestling
  - NWA International Tag Team Championship (1 keer met Man Mountain Campbell)

- NWA All-Star Wrestling
  - NWA Canadian Tag Team Championship (2 keer met Dutch Savage)

- NWA Big Time Wrestling
  - NWA Brass Knuckles Championship (2 keer)
  - NWA Texas Heavyweight Championship (1 keer)
  - NWA Texas Tag Team Championship (1 keer met Killer Tim Brooks)

- NWA Western States Sports
  - NWA Brass Knuckles Championship (1 keer)

- National Wrestling Federation
  - NWF North American Heavyweight Championship (1 keer)

- Pacific Northwest Wrestling
  - NWA Pacific Northwest Heavyweight Championship (6 keer)
  - NWA Pacific Northwest Tag Team Championship (8 keer; 1x met Mad Russian, 1x met Mighty Ursus, 1x met Haru Sasaki, 1x met Tony Marino, 1x met Dutch Savage, 1x met Buddy Rose en 2x met Billy Jack Haynes)

- Stampede Wrestling
  - NWA Canadian Heavyweight Championship (3 keer)
  - Stampede North American Heavyweight Championship (1 keer)
  - Stampede Wrestling Hall of Fame

- World Championship Wrestling (Australië)
  - IWA World Heavyweight Championship (1 keer)

- World Wide Wrestling Federation
  - WWWF World Heavyweight Championship (1 keer)